# Nora kontrakt
Nora kontrakt var ett kontrakt i Västerås stift. Det upplöstes 1995 då församlingarna överfördes till Bergslagens kontrakt.

## Administrativ historik
Kontraktet omfattade från 1700-talets slut av 
- Grythyttans församling
- Hällefors församling
- Hjulsjö församling
- Nora bergsförsamling
- Järnboås församling
- Nya Kopparbergs församling namnändrad 1927 till Ljusnarsbergs församling

Från 1871 den då bildade
- Vikers församling

Från 1904 till 1927 fanns även
- Hörkens församling